# Корній (ім'я)
Корні́й — чоловіче ім'я, народна форма канонічного Корнелій. Інші народні форми — Корнило, Корнилій. Зменшено-пестливі форми — Корнійко, Корнієнько, Корнієчко, Корнієць, Корнилко, Корнусь, Корнюша.

## Походження
Походить через старослов'янську і грец. Κορνήλιος від лат. Cornelius — «Корнелій», «з роду Корнеліїв». Це родове ім'я загальноприйнятного пояснення немає. Існують такі версії щодо його походження:
- Від лат. cornu — «ріг, бивень»[7];
- Від лат. cornum — "ягода дерену (лат. cornus — «дерен»)[8][9];

## Іменини
26 вересня.

## Імена по батькові
Від імен Корній, Корнелій, Корнило та Корнилій утворюються відповідні форми по батькові: Корнійович, Корніївна, Корнелійович, Корнеліївна, Корнилович, Корнилівна, Корнилійович, Корниліївна.

## Похідна прізвища
Від імен Корній, Корнилій та Корнило пішли прізвища: Корнєєв, Корнієнко, Корнійчук, Корнійчуков, Корнільєв, Корнілов, Корнілін, Корниленко. 